# 엑조프라이멀
《엑조프라이멀》(Exoprimal)은 캡콤이 제작한 2023년 다인용 삼인칭 슈팅 게임이다. RE 엔진으로 개발됐으며 2023년 7월 14일 플레이스테이션 4, 플레이스테이션 5, 윈도우, 엑스박스 원 및 엑스박스 시리즈 X/S 플랫폼으로 출시됐다.
플레이어는 동력형 외골격 갑옷을 장착한 병사 '엑소파이터'를 조종하며, 와딴 섬에서 무한히 공룡과 전투하는 대회 워 게임의 비밀을 밝혀내고 인공지능 개최자 리바이어던을 격퇴하는 것이 목표이다.
《엑조프라이멀》은 출시 당시 복합적인 평가를 받았다.

## 반응
《엑조프라이멀》은 리뷰 애그리게이터 웹사이트 메타크리틱에서 "복합적 및 평균적인 평가"를 기록했다.